# 하르트베르크군

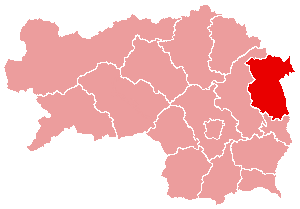
하르트베르크군의 위치

하르트베르크군(독일어: Bezirk Hartberg)은 과거 오스트리아 슈타이어마르크주에 존재했던 군으로 행정 중심지는 하르트베르크이며 면적은 955.70km2, 인구는 67,778명(2001년 기준), 인구 밀도는 71명/km2이다.
남쪽으로는 퓌르스텐펠트군, 서쪽으로는 바이츠군, 북쪽으로는 니더외스터라이히주 노인키르헨군, 동쪽으로는 니더외스터라이히주 비너노이슈타트란트군, 부르겐란트주 오버바르트군, 귀싱군과 접했다. 2013년 1월 1일에 하르트베르크군과 퓌르스텐펠트군이 하르트베르크퓌르스텐펠트군으로 합병되면서 폐지되었다.

## 하위 행정 구역
2개 도시, 6개 시장도시, 44개 일반 시를 관할했다.
- 도시
  - 프리트베르크(Friedberg)
  - 하르트베르크(Hartberg)
- 시장도시
  - 바트발터스도르프(Bad Waltersdorf)
  - 그라펜도르프바이하르트베르크(Grafendorf bei Hartberg)
  - 카인도르프(Kaindorf)
  - 노이다우(Neudau)
  - 핑가우(Pinggau)
  - 푈라우(Pöllau)
- 일반 시
  - 블라인도르프(Blaindorf)
  - 부흐가이젤도르프(Buch-Geiseldorf)
  - 데한츠키르헨(Dechantskirchen)
  - 디너스도르프(Dienersdorf)
  - 에버스도르프(Ebersdorf)
  - 아이히베르크(Eichberg)
  - 그라인바흐(Greinbach)
  - 그로스하르트(Großhart)
  - 하르트베르크움게붕(Hartberg Umgebung)
  - 하르틀(Hartl)
  - 호프키르헨바이하르트베르크(Hofkirchen bei Hartberg)
  - 카이빙(Kaibing)
  - 라프니츠(Lafnitz)
  - 림바흐바이노이다우(Limbach bei Neudau)
  - 뫼니히발트(Mönichwald)
  - 푈라우베르크(Pöllauberg)
  - 푸헤크(Puchegg)
  - 라벤발트(Rabenwald)
  - 리거스베르크(Riegersberg)
  - 로어바이하르트베르크(Rohr bei Hartberg)
  - 로어바흐안데어라프니츠(Rohrbach an der Lafnitz)
  - 자이펜보덴(Saifen-Boden)
  - 장크트야코프임발데(Sankt Jakob im Walde)
  - 장크트요한바이헤르버슈타인(Sankt Johann bei Herberstein)
  - 장크트요한인데어하이데(Sankt Johann in der Haide)
  - 장크트로렌첸암베흐젤(Sankt Lorenzen am Wechsel)
  - 장크트마그달레나암렘베르크(Sankt Magdalena am Lemberg)
  - 샤헨바이포라우(Schachen bei Vorau)
  - 셰페른(Schäffern)
  - 슐라크바이탈베르크(Schlag bei Thalberg)
  - 쇠네크바이푈라우(Schönegg bei Pöllau)
  - 제버스도르프(Sebersdorf)
  - 지거스도르프바이헤르버슈타인(Siegersdorf bei Herberstein)
  - 존호펜(Sonnhofen)
  - 슈탐바흐(Stambach)
  - 슈투벤베르크(Stubenberg)
  - 티펜바흐바이카인도르프(Tiefenbach bei Kaindorf)
  - 포라우(Vorau)
  - 포른홀츠(Vornholz)
  - 발트바흐(Waldbach)
  - 베니히첼(Wenigzell)
  - 뵈르트안데어라프니츠(Wörth an der Lafnitz)